# Селіджерд
Селіджерд (перс. سلي جرد) — село в Ірані, у дегестані Нур-Алі-Бейк, в Центральному бахші, шагрестані Саве остану Марказі. За даними перепису 2006 року, його населення становило 49 осіб, що проживали у складі 22 сімей.

## Клімат
Середня річна температура становить 14,75°C, середня максимальна – 32,85°C, а середня мінімальна – -6,56°C. Середня річна кількість опадів – 236 мм.
| Клімат поселення                              | Клімат поселення | Клімат поселення | Клімат поселення | Клімат поселення | Клімат поселення | Клімат поселення | Клімат поселення | Клімат поселення | Клімат поселення | Клімат поселення | Клімат поселення | Клімат поселення | Клімат поселення |
| Показник                                      | Січ.             | Лют.             | Бер.             | Квіт.            | Трав.            | Черв.            | Лип.             | Серп.            | Вер.             | Жовт.            | Лист.            | Груд.            |                  |
| Середній максимум, °C                         | 9,78             | 11,93            | 16,12            | 22,40            | 27,27            | 31,98            | 32,85            | 31,89            | 28,47            | 22,52            | 16,18            | 9,96             |                  |
| Середня температура, °C                       | 1,60             | 3,74             | 7,96             | 14,22            | 19,08            | 23,80            | 26,96            | 26,01            | 22,58            | 16,64            | 10,29            | 4,06             |                  |
| Середній мінімум, °C                          | −6,56            | −4,44            | −0,22            | 6,04             | 10,91            | 15,62            | 21,08            | 20,12            | 16,68            | 10,74            | 4,39             | −1,82            |                  |
| Норма опадів, мм                              | 33               | 33               | 44               | 31               | 24               | 4                | 1                | 1                | 0                | 12               | 21               | 32               |                  |
| Середньомісячна швидкість вітру, м/с          | 1.35             | 2.02             | 2.98             | 3.03             | 2.84             | 2.67             | 2.71             | 2.59             | 2.30             | 2.28             | 1.92             | 1.34             |                  |
| Середньомісячна сонячна радіація, кДж/м²·день | 9128             | 12032            | 14491            | 18107            | 22062            | 26230            | 25866            | 23644            | 20166            | 14773            | 10787            | 8784             |                  |
| --------------------------------------------- | ---------------- | ---------------- | ---------------- | ---------------- | ---------------- | ---------------- | ---------------- | ---------------- | ---------------- | ---------------- | ---------------- | ---------------- | ---------------- |
| Джерело:                                      |                  |                  |                  |                  |                  |                  |                  |                  |                  |                  |                  |                  |                  |